# Golf international de Saint-François
Le golf international de Saint-François est situé à Saint-François en Guadeloupe.

## Histoire

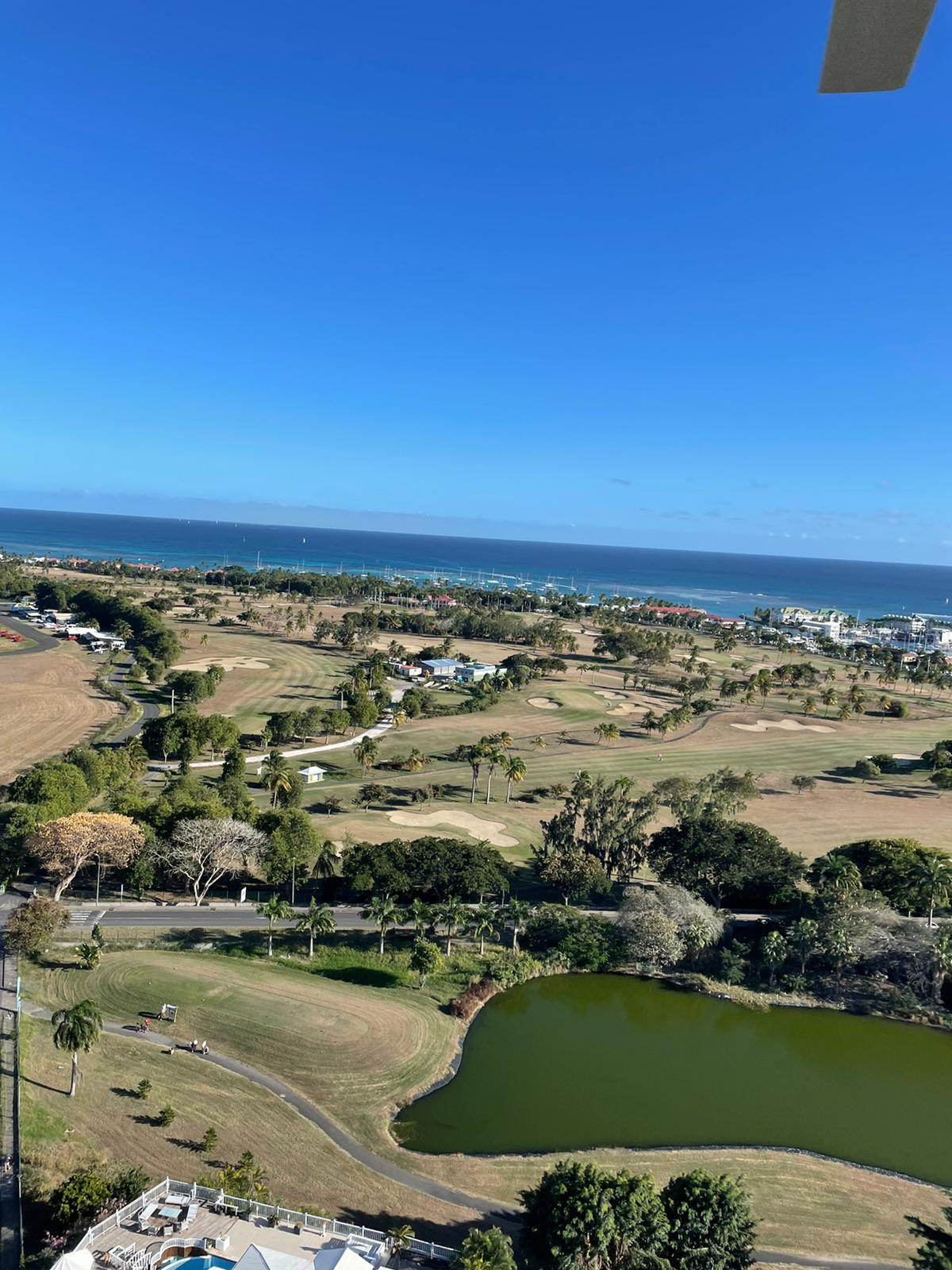
Le golf et son lac vus du ciel.

Fondé en 1977, il s'agit d'un golf 18 trous. Le parcours a été tracé par Robert Trent Jones Jr. (en). Il mesure 6,100 km.
En mai 2012 son nouveau club-house est inauguré pour l'ouverture de l'Open.
Il est le seul golf de l'outre-mer à accueillir une étape de l'Alps Tour.
En septembre 2023, un conflit social y éclate, perturbant toutes les activités.